# Щитоголовая квакша
Щитоголовая квакша (лат. Corythomantis greeningi) — вид семейства квакш из рода щитоголовые квакши.

## Описание
Имеет светло-коричневую окраску с более тёмными красноватыми пятнами по всему телу. Пальцы лап заканчиваются присосками.

## Ареал
Северо-восток Бразилии вплоть до штата Минас-Жерайс.

## Образ жизни
Представители данного вида населяют саванну, где живут в пересыхающих водоёмах, под камнями или на стволах растений (включая бромелиевые).